# Stalag

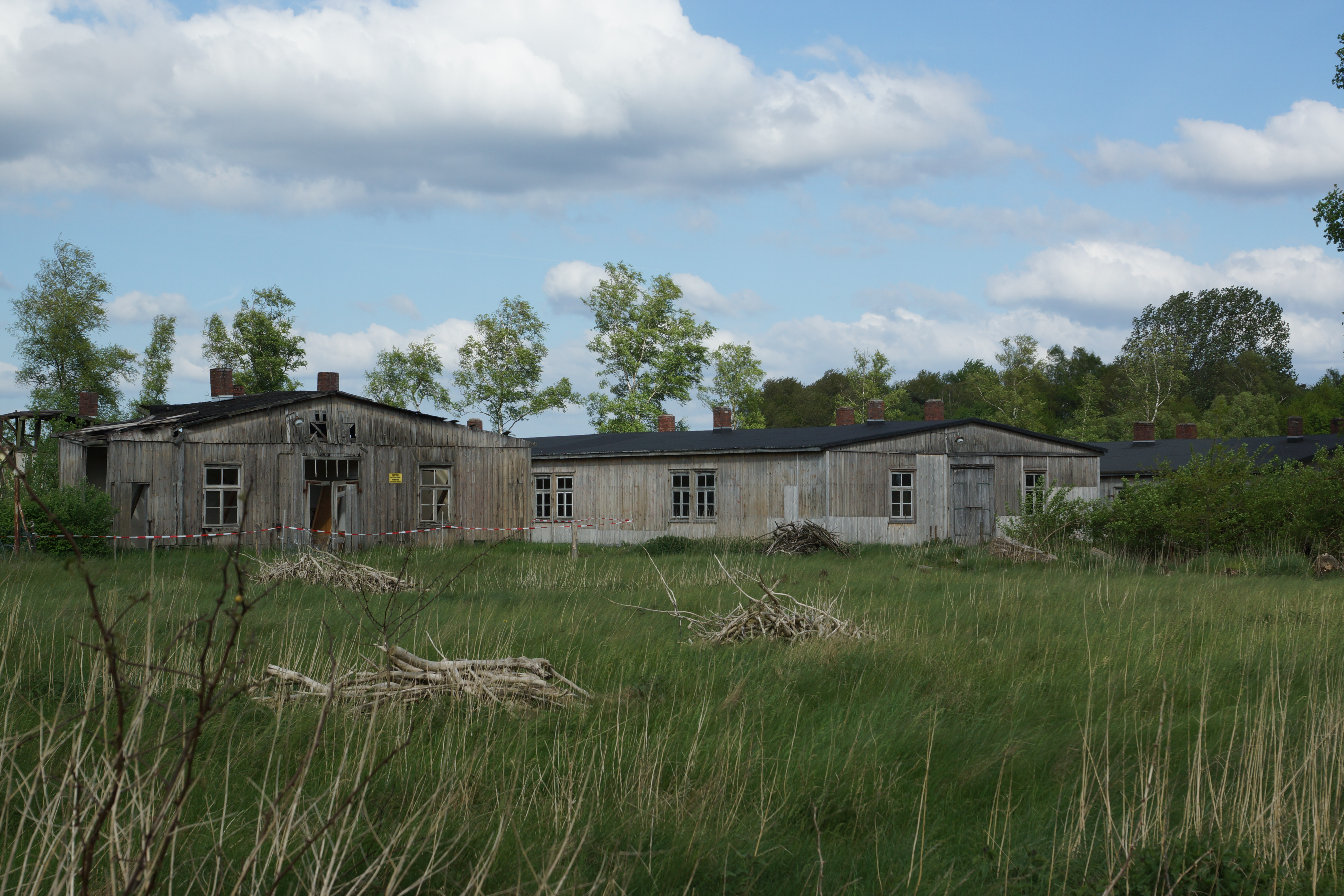
Barraques a l'Stalag X B a Sandbostel

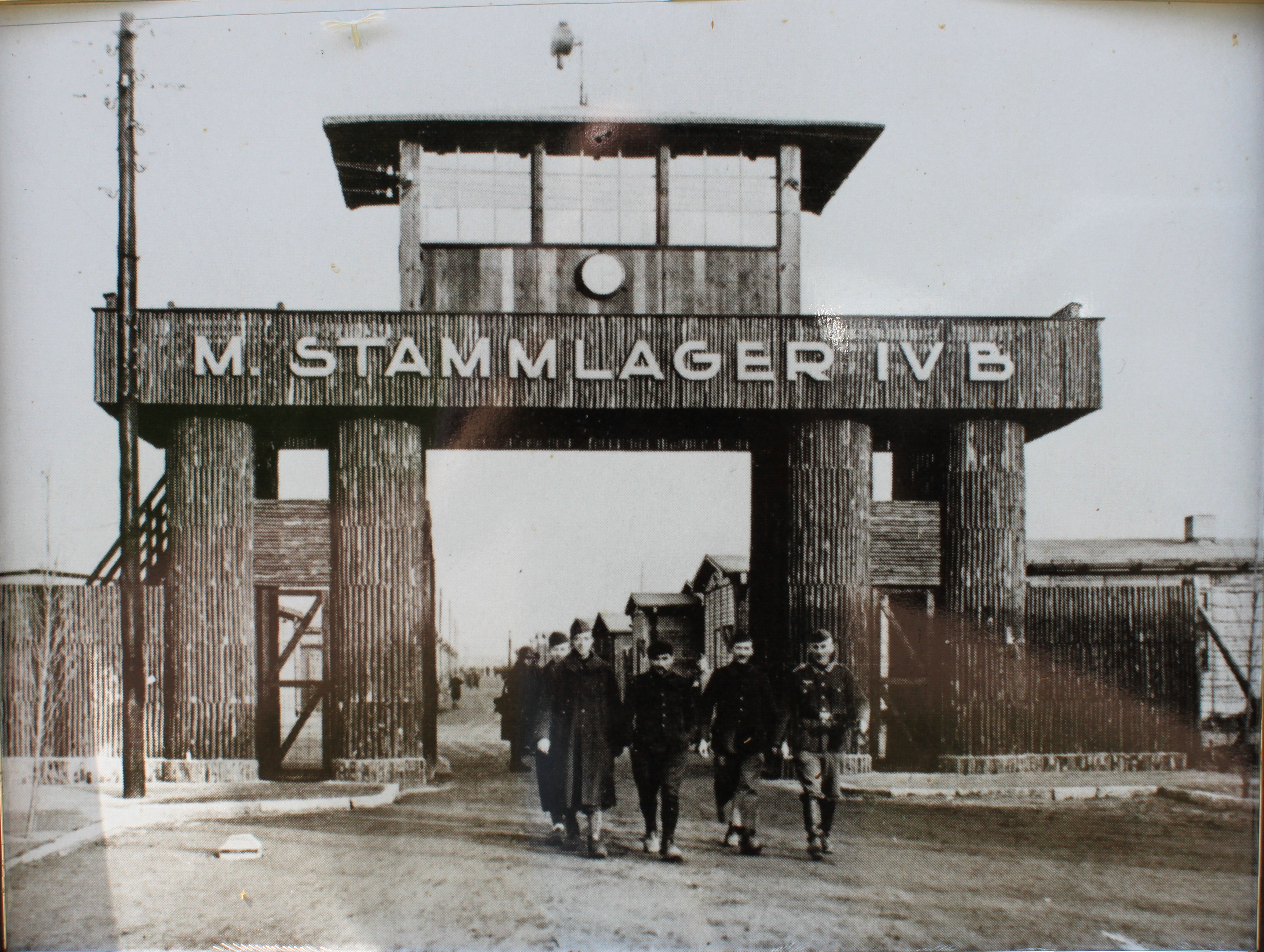
Entrada de l'stalag IV B Mühlberg

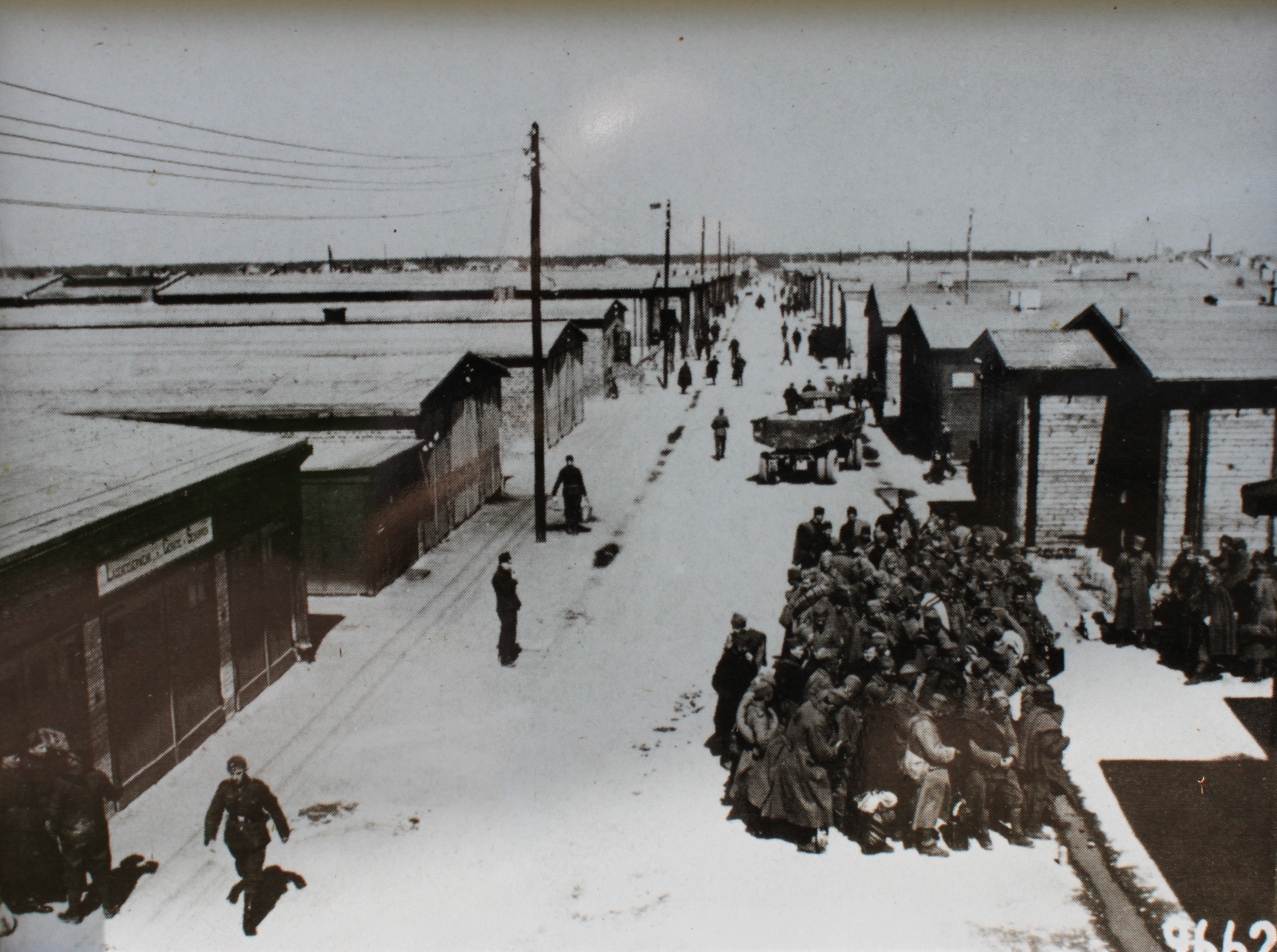
Carrer principal a l'stalag IV B

Stalag és una paraula de l'argot nazi per a designar un camp de base d'equips de presoners de guerra. És un mot creuat derivat de Kriegsgefangenen-Mannschafts-Stammlager, que vol dir «camp de base de guarnició de presoners de guerra». En tal camp, els presoners van ser registrats i designats a camps secundaris de treball, a fàbriques —sovint de la indústria militar— o a masies, per a reemplaçar la mà d'obra autòctona, mobilitzada per fer la guerra.

## Organització
La comandància, fins al 1944 era en mans de la Wehrmacht, que havia d'enrergistrar i comprovar els presoners nouarrivats i controlar tota l'estada al camp. Organitzava els equips de treball (interns o externs al camp), gestionava el sou i havia de vetllar que es respecti la Convenció de Ginebra del 1929 sobre la protecció de presoners de guerra.
Ans al contrari dels camps de concentració, els presoners militars tenien certs drets i el tractament, almenys dels militars d'Europa occidental, era més o menys correcte. Segons la convenció, rebien un sou, atenció mèdica, una alimentació normal, podien portar l'uniforme (tot i sense insignes de grau), tenien dret al correu, inspeccions del comitè internacional de la Creu Roja, etc. Els morts eren sebollits i no cremats. Conformement amb la ideologia racista nazi, el tractament dels presoners de «races inferiors», com els russos, polonesos i eslaus era molt més dolent, i el nombre de morts molt superior. Excepte contra els presoners de «raça inferior», la violència assassina era menys omnipresent que als camps de concentració, tot i que es van relatar casos freqüents de sancions cruels i d'execucions sumaris per a raons fútils.
Segons la convenció, els presoners havien de rebre alimentació i sou iguals als que rebien els militars alemanys del mateix grau, però aquesta condició no era gaire respectada. Així, eren pagats amb Lagermark (‘marc de camp’), una moneda que només era valable dins del camp. A més, era prohibit tenir moneda veritable. Eren dues mesures per a evitar que presoners poguessin acumular un estalvi que pogués facilitar-les la vida en cas d'una escapada reeixida. També, la sobrepoblació va minvar les condicions d'higiene; i malalties i epidèmies eren freqüents. Des de l'any 1943 quan la situació econòmica del Tercer Reich va empitjorar-se, les racions alimentàries van minvar i l'atenció mèdica quasi desapareix. Quan Alemanya va perdre molt territori al front oriental (a l'actual Polònia i Königsbergen) l'evacuació dels camps en aquesta zona va contribuir una vegada més la sobrepoblació dels camps més a l'oest, en una situació a la qual l'aprovisionament esdevingué cada dia més caòtic. Quan la mateixa població alemanya sofria fam, l'alimentació de presoners estava lluny d'ésser una prioritat del règim nazi que perdia molta popularitat vers la fi del conflicte.

## Denominació dels camps
El 1939, Alemanya era dividida en 22 districtes militars (en alemany Wehrkreis), que tenien un número romà de I a XXI (el 22è tenia un nom Bohèmia i Moràvia). En general, cada camp rebia el nom compost del mot «Stalag», la xifra romana del districte militar i una lletra de A a F, segons el nombre de camps del districte, de vegades s'afegia el nom del poble on era establert. Així Stalag X B era el segon stalag del districte militar X (el nord de l'actual Baixa Saxònia i Hamburg), però hi ha excepcions a aquesta nomenclatura. Hi havia a l'apogeu del Tercer Reich un total d'uns 35 stalags. Un altre camp molt conegut era l'Stalag Luft III, per a presoners de la força aérea.
Oflag, marlag
Segons la convenció, els oficials havien de ser allotjats en camps separats dels soldats i sotsoficials. Aquests camps, oflag a l'argot nazi, podien ser departaments separats dins del mateix stalag (el de Sandbostel es deia «Oflag X A» o instal·lacions separades, com el famó castell de Colditz («Oflag IV-C») a Saxònia.) Una altra variació era el marlag per a camps de presoners de la marina.

## Stalag a les arts
- L'actor William Holden (1918-1981) guanyà l'Oscar a la millor interpretació masculina per Stalag 17 (1953) del director Billy Wilder, de la qual l'acció se situa a l'stalag XVII B a l'Àustria annexada.[7][8]
- El llibre Jo, René Tardi presoner de guerra de l'Stalag II B, traduït al català per David Jiménez.[9]
- La gran evasió (1963), film de John Sturges[10]